# A brooklyni balhé
A brooklyni balhé (eredeti cím: The Brooklyn Heist vagy Capers) 2008-ban bemutatott amerikai bűnügyi-filmvígjáték, melyet Julian Mark Kheel és Brett Halsey forgatókönyvéből Mark Kheel rendezett.
A film 2009. november 27-én jelent meg.

## Szereplők
| Szerep   | Színész            | Magyar hang |
| -------- | ------------------ | ----------- |
| Fitz     | Danny Masterson    | Bozsó Péter |
| Ronald   | Leon Robinson      | Nagy Ervin  |
| Dino     | Michael Cecchi     | Végh Péter  |
| Lana     | Aysan Çelik        | N/A         |
| Maya     | Serena Reeder      | Mezei Kitty |
| Slava    | Jonathan Hova      | Papp Dániel |
| Samantha | Blanchard Ryan     | N/A         |
| Mercy    | Dominique Swain    | N/A         |
| Connie   | Phyllis Somerville | N/A         |
| Bo       | Barney Cheng       | N/A         |
| Goon     | Joe Rosario        | N/A         |
| Moose    | MuMs da Schemer    | N/A         |

## Fordítás
- Ez a szócikk részben vagy egészben  a   The Brooklyn Heist című angol Wikipédia-szócikk fordításán alapul.  Az eredeti cikk szerkesztőit annak laptörténete sorolja fel. Ez a jelzés csupán a megfogalmazás eredetét és a szerzői jogokat jelzi, nem szolgál a cikkben szereplő információk forrásmegjelöléseként.